# Рыжиков, Сергей Николаевич
Сергей Николаевич Рыжиков (род. 19 августа 1974, Бугульма, ТАССР, РСФСР, СССР) — российский космонавт-испытатель отряда космонавтов Роскосмоса. 121-й космонавт России (СССР). Герой Российской Федерации (2018). Почётный гражданин Бугульминского района.
Совершил космический полёт в качестве командира экипажа транспортного пилотируемого корабля «Союз МС-02» и бортинженера экипажа Международной космической станции в октябре 2016 — апреле 2017 года. Участник основных космических экспедиций МКС-49/50. Продолжительность полёта составила 173 суток 3 часа 15 минут 21 секунд. Подполковник (2009).
14 октября 2020 года в 8:45:04 мск стартовал с площадки № 31 космодрома Байконур в качестве командира экипажа космического корабля «Союз МС-17», бортинженера экипажа Международной космической станции по программе МКС-63 и командира МКС-64 основных космических экспедиций. 17 апреля 2021 года экипаж экспедиции МКС-64 успешно вернулся на землю.

## Образование
После окончания средней школы № 12 и Клуба юных авиаторов «Крылья Самотлора» в 1991 году в Нижневартовске поступил в Оренбургское ВВАУЛ. В сентябре 1992 года, в связи с расформированием Оренбургского ВВАУЛ, был переведён в Качинское ВВАУЛ, которое окончил в октябре 1996 года по специальности «командная тактическая истребительной авиации» с присвоением квалификации «лётчик-инженер».

## Опыт работы
С октября 1996 года по февраль 1997 года проходил службу лётчиком в учебном авиационном полку 37-й Воздушной армии в посёлке Сенной Саратовской области, а с февраля по июль 1997 года — старшим лётчиком гвардейского истребительного авиационного полка Командования специального назначения 76-й Воздушной армии в г. Андреаполь Тверской области.
С июля 1997 года служил в должностях лётчика, старшего лётчика, командира звена, начальника штаба — заместителя командира эскадрильи, командира авиазвена гвардейского истребительного авиационного полка 14-й Воздушной армии в селе Домна Читинской области. Военный лётчик 2 класса. Освоил самолёты Л-39 (налёт 287 часов) и МиГ-29 (налёт более 150 часов). Общий налёт — более 700 часов. Имеет квалификации «инструктор парашютно-десантной подготовки», «офицер-водолаз». Выполнил более 350 прыжков с парашютом.
Гвардии подполковник ВВС. Приказом Министра обороны РФ в 2012 году уволен из Вооруженных сил Российской Федерации в запас.

## Подготовка к космическим полётам
11 октября 2006 года на заседании Межведомственной комиссии по отбору космонавтов был зачислен в отряд космонавтов для прохождения общекосмической подготовки (ОКП) в составе 14-го набора.
В феврале 2007 года приказом МО РФ был зачислен в отряд космонавтов РГНИИЦПК на должность кандидата в космонавты-испытатели. 26 февраля 2007 года приступил к прохождению двухгодичного курса общекосмической подготовки.
С 16 по 22 июня 2008 года в Севастополе участвовал в тренировках на случай посадки спускаемого аппарата на воду в составе условного экипажа вместе с астронавтами Шеннон Уокер и Тимоти Кримером (США). 2 июня 2009 года завершил общекосмическую подготовку и сдал госэкзамены в Центре подготовки космонавтов с оценкой «отлично». 9 июня ему была присвоена квалификация «космонавт-испытатель» и вручено удостоверения космонавта № 204. 1 августа 2009 года назначен на должность космонавта-испытателя отряда ЦПК. В октябре 2009 года на космодроме Байконур принимал участие в тренировках в малом исследовательском модуле (МИМ).
С 15 по 17 июля 2010 года в Казахстане в составе условного экипажа вместе с Олегом Новицким и Еленой Серовой принимал участие в тренировках по выживанию в условиях пустыни и полупустыни. В августе 2010 года принимал участие в тренировках по проведению визуально-инструментальных наблюдений с борта самолёта в районе города Североморск Мурманской области, во время которых отрабатывались задачи наблюдения объектов и решения задач экологического мониторинга.
С декабря 2014 по март 2016 года готовился к космическому полёту в составе дублирующего экипажа МКС-47/48 в качестве командира ТПК «Союз ТМА-20М» и бортинженера МКС. С марта 2016 года проходил подготовку в составе основного экипажа МКС-49/50 в качестве командира ТПК «Союз МС-02», старт которого первоначально был запланирован на 23 сентября, но по техническим причинам перенесён на 19 октября 2016 года.
С 2017 года — инструктор-космонавт-испытатель 3-го класса.
С февраля 2018 года проходил подготовку в дублирующем экипаже экспедиции МКС-60/61 и ТПК «Союз МС-13», старт которого состоялся 20 июля 2019 года. С 14 по 16 февраля 2018 года Сергей Рыжикова вместе с астронавтами Джессикой Меир и Соити Ногути принял участие в тренировке по действиям экипажа в случае посадки в лесисто-болотистой местности зимой. В мае 2018 года прошёл специальную парашютную подготовку космонавтов. В июле того же года вместе с астронавтами Томасом Маршбёрном и С. Ногути принял участие в тренировках по действиям экипажа после посадки космического корабля на водную поверхность.
29 мая 2020 года Сергей Рыжиков решением Межведомственной комиссии назначен командиром 64-й длительной экспедиции на МКС и корабля «Союз МС-17», который, вместе с бортинженерами — космонавтом Сергеем Кудь-Сверчковым и астронавтом НАСА Кэтлин Рубинс, будет пристыкован к орбитальной станции в октябре 2020 года. 29 июля 2020 года в составе экипажа МКС-64 проходил тренировку в гидролаборатории Центра подготовки космонавтов, где проводились испытания систем испытательно-тренировочного комплекса с выполнением задач предстоящих выходов в открытый космос.
20 января 2022 года на заседании Межведомственной комиссии был утвержден в качестве командира дублирующего экипажа экспедиции МКС-71, 4 июня 2022 года на сайте ЦПК им. Ю. А. Гагарина была размещена информация о том, что Сергей Рыжиков был назначен командиром основного экипажа МКС-71. В июня 2022 года вместе с Сергеем Микаевым и Александром Гребёнкиным принял участие в тренировках по действиям после посадки космического корабля на водную поверхность. 14 февраля 2023 года экипаж в том же составе вместе с астронавтом Дональдом Петтитом отработал навыки выживания в зимнем лесу.
В мае 2023 года на сайте ЦПК имени Ю. А. Гагарина появилась информация, что Сергей Рыжиков проходит подготовку в качестве командира корабля дублирующего экипажа космической экспедиции МКС-72 и основного экипажа МКС-73.

## Космические полёты

### Первый полёт
Стартовал 19 октября 2016 года в 11:05 мск с площадки № 31 космодрома Байконур в качестве командира экипажа космического корабля «Союз МС-02» (позывной — Фавор) и бортинженера экипажа Международной космической станции по программе МКС-49/50 основных космических экспедиций. Бортинженеры экипажа «Союз МС 02» — космонавт Роскосмоса Андрей Борисенко и астронавт НАСА Роберт Кимбро.
Полёт ТПК к станции проходил по 34-витковой (двухсуточной) схеме, стыковка произошла в автоматическом режиме. В 12:58 мск 21 октября 2016 года корабль пристыковался к зенитному стыковочному агрегату малого исследовательского модуля «Поиск» (МИМ-2) российского сегмента Международной космической станции. В 15:20 мск был открыт переходной люк, и члены экипажа корабля перешли на борт МКС.
10 апреля 2017 года корабль с тремя членами экипажа отстыковался от МКС в 10:58 мск, а в 14:21 мск спускаемый аппарат корабля совершил мягкую посадку в 147 км юго-восточнее города Жезказгана (Казахстан). Продолжительность полёта составила 173 суток 3 часа 15 минут 21 секунд.

### Второй полёт
Стартовал 14 октября 2020 года в 8:45:04 мск с площадки № 31 космодрома Байконур в качестве командира экипажа космического корабля «Союз МС-17» (позывной — Фавор) и бортинженера экипажа Международной космической станции по программе МКС-63/64 основных космических экспедиций. Бортинженеры экипажа «Союз МС-17» — космонавт Роскосмоса Сергей Кудь-Сверчков и астронавт НАСА Кэтлин Рубинс. Сближение ТПК «Союз МС» с МКС проводилось по «сверхбыстрой», двухвитковой схеме. Корабль причалил к модулю «Рассвет» российского сегмента МКС через 3 часа 3 минуты после старта.
18 ноября 2020 года в 18:12 МСК, Серегей Рыжиков и Сергей Кудь-Сверчков совершили выход в открытый космос (55-й по российской программе работ за пределами МКС, ВКД-47).
17 апреля 2021 года в 07:55:12 мск, спускаемый аппарат транспортного пилотируемого корабля «Союз МС-17» совершил штатную посадку в расчётной точке на территории Казахстана.
Статистика
| # | Стартовый корабль | Старт, UTC        | Экспедиция            | Корабль посадки | Посадка, UTC      | Налёт                      | Выходы в открытый космос | Время в открытом космосе |
| - | ----------------- | ----------------- | --------------------- | --------------- | ----------------- | -------------------------- | ------------------------ | ------------------------ |
| 1 | Союз МС-02        | 19.10.2016, 08:05 | Союз МС-02, МКС-49/50 | Союз МС-02      | 10.04.2017, 11:20 | 173 суток 03 часа 15 минут | 0                        | 0                        |
| 2 | Союз МС-17        | 14.10.2020, 05:45 | Союз МС-17, МКС-63/64 | Союз МС-17      | 17.04.2021, 04:55 | 184 суток 23 часа 10 минут | 1                        | 06 часов 47 минут        |
| 3 | Союз МС-27        | 08.04.2025, 05:47 | Союз МС-27, МКС-72/73 | ?               | ?                 | ?                          | 0                        | 0                        |
|   |                   |                   |                       |                 |                   | 358 суток 02 часа 25 минут | 1                        | 06 часов 47 минут        |

## Награды и почётные звания

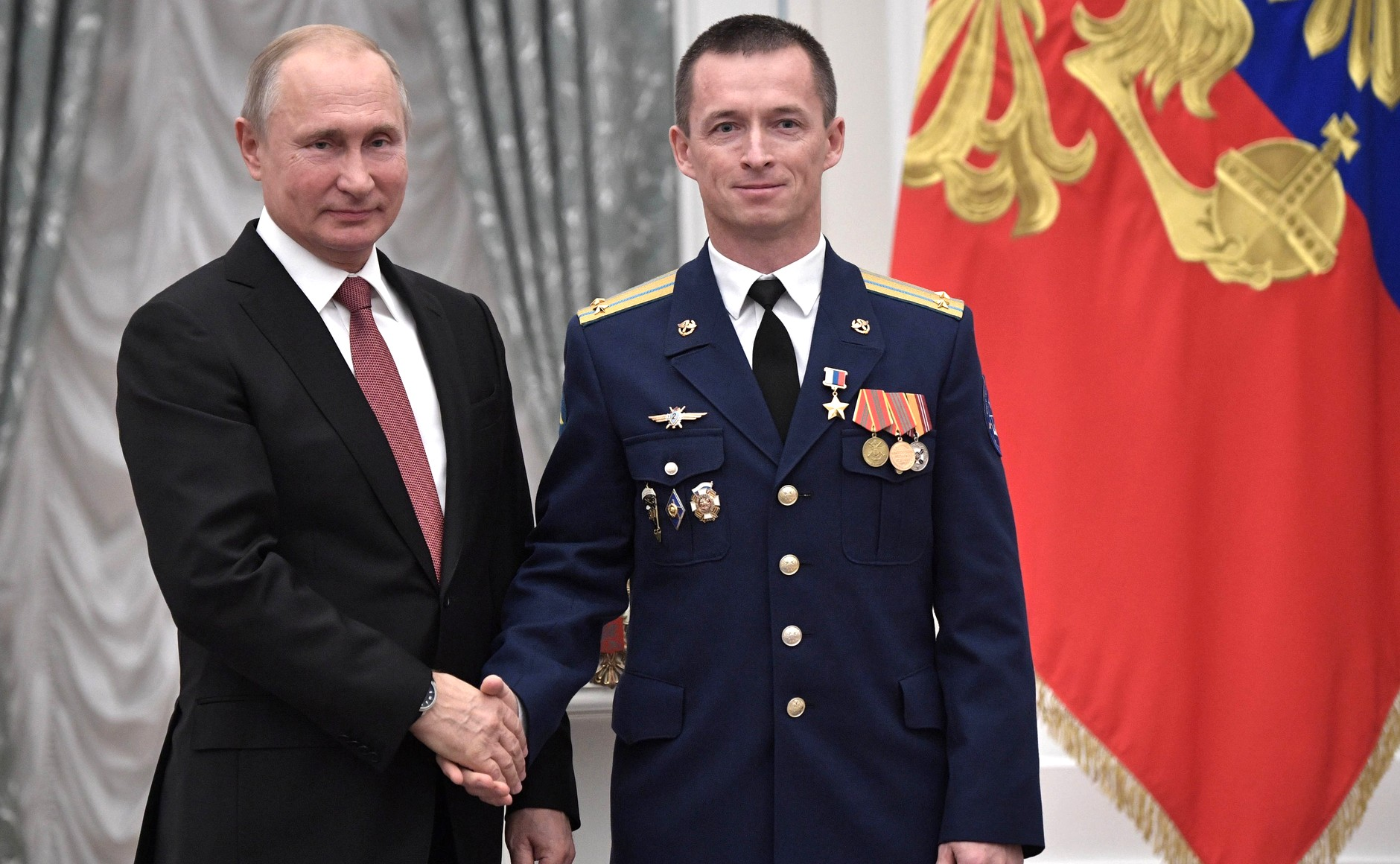
Вручение золотой звезды Героя Российской Федерации, 27 ноября 2018 года

- Герой Российской Федерации (13 ноября 2018 года) — за мужество и героизм, проявленные при осуществлении длительного космического полёта на Международной космической станции[21];
- Лётчик-космонавт Российской Федерации (13 ноября 2018 года) — за мужество и героизм, проявленные при осуществлении длительного космического полёта на Международной космической станции[21];
- Орден «За заслуги перед Отечеством» IV степени (15 июля 2022 года) — за большой вклад в развитие пилотируемой космонавтики и мужество, проявленное при осуществлении длительного космического полёта на Международной космической станции[22];
- медаль «За воинскую доблесть» II степени;
- медаль «За отличие в военной службе» II и III степени;
- знак «За содействие космической деятельности» (Федеральное космическое агентство)[5];
- Медаль ордена «За заслуги перед Республикой Татарстан» (2019 год) — за особый вклад в патриотическое воспитание молодёжи и активную общественную работу[23];
- Медаль «100 лет образования Татарской Автономной Советской Социалистической Республики» (2021 год)[24];
- знак преподобного Сергия Радонежского (Московская область, 15 января 2021 года) — за особо плодотворную государственную, благотворительную и общественную деятельность на благо Московской области[25];
- Почётный гражданин Бугульминского муниципального района (17 декабря 2018 года)[26].

## Семья, личная жизнь
Отец Сергея — Николай Васильевич (род. 28.03.1949) работал водителем санитарной машины во 2-й окружной Нижневартовской больнице. Мать Любовь Ивановна — медицинский работник в гимназии при Свято-Алексеевской пустыни. У Сергея есть младший брат Александр и сестра Владислава.
После развода с первой супругой Сергей Рыжиков вместе со своей матерью Любовью Ивановной воспитывал сына Ивана, который являлся кадетом гимназии при Свято-Алексеевской пустыни близ Переславля-Залесского, а затем окончил Московский государственный университет им. М. В. Ломоносова. Женат вторым браком.
Сергей Рыжиков — глубоко верующий человек, неоднократно принимал участие в Великорецком крестном ходе. В 2013 году установил поклонный крест и открыл домовый храм в честь Преображения Господня в селе Каменногорское Оренбургской области, откуда родом его предки по материнской линии. Во время своей предполётной командировки в октябре-декабре 2014 года в Хьюстон, служил псаломщиком в Храме святого равноапостольного великого князя Владимира. В космический полёт взял Евангелие, иконы и частицу мощей Серафима Саровского.
Участвовал волонтёром в восстановлении домов Донбасса.